# Marcel Bidot
Marcel Bidot (París, 21 de desembre de 1902 - Saint-Lyé, 1 de gener de 1995) va ser un ciclista francès que fou professional entre 1923 i 1939. En el seu palmarès destaquen dues etapes al Tour de França, el 1928 i 1929, així com el Campionat de França de ciclisme en ruta de 1929.
Després d'una carrera respectable, Marcel Bidot va tenir un gran èxit com a director esportiu de l'equip ciclista de França, el qual dirigirà entre 1953 i 1961. El seu nom anirà sempre associat al de Jacques Anquetil.

## Bidot com a director esportiu
Marcel Bidot és sobretot conegut com a director tècnic:
- de l'equip de França de 1953 a 1961.
- de l'equip de França al Tour de França
- de l'equip de França al Campionat del Món el 1967 i 1968.

Ell fou el que va escollir Jacques Anquetil com a nou líder de l'equip francès pel Tour de 1957 amb els gregaris: Bauvin, Bergaud, Bouvet, Darrigade, Forestier, Mahé, Privat, Stablinski i Walkowiak.

## Palmarès
- 1920
  - Campió de l'Aube
  - 1r de la Troyes-Arcis sur Aube-Troyes
- 1922
  - 1r de la París-Rouen
  - 1r del Circuit de Touraine
- 1923
  - 1r del Circuit de Touraine
- 1924
  - 1r de la París-Bourges
- 1925
  - 1r de la París-Montargis
  - 1r del Gran Premi de Souvenir a Dijon
  - 1r de la Troyes-Reims-Troyes
  - 1r del Gran Premi Thomann a Troyes
- 1926
  - 1r del Gran Premi Thomann a Troyes
- 1928
  - 1r de la Marsella-Lió
  - Vencedor d'una etapa al Tour de França
- 1929
  -  Campió de França en ruta
  - Vencedor d'una etapa al Tour de França
  - Vencedor d'una etapa a la Volta a Euskadi
- 1930
  - 1r al Bol d'Or amb Antonin Magne
- 1931
  - 1r del Circuit de l'Allier
- 1932
  - 1r de la Poitiers-Saumur-Poitiers
- 1933
  - 1r del Gran Premi de la Rûche Moderne a Troyes
- 1934
  - 1r a la París-Troyes
  - 1r del Gran Premi de Torcy a Sedan
  - 1r del Gran Premi de la Rûche Moderne a Troyes
- 1936
  - 1r al Tour dels Vosges

### Resultats al Tour de França
- 1926. 10è a la classificació general
- 1928. 8è a la classificació general i vencedor d'una etapa
- 1929. 16è a la classificació general i vencedor d'una etapa
- 1930. 5è a la classificació general
- 1932. 30è a la classificació general